# کیرشیلپه
کیرشیلپه (به آلمانی: Kirchilpe) یک منطقهٔ مسکونی در آلمان است که در اشمالنبرگ واقع شده‌است. کیرشیلپه ۳۴ نفر جمعیت دارد.